# Nikólaos Farantoúris
Nikо́laos Farantoúris (en grec moderne : Νικόλας Φαραντούρης), né en 1976 à Athènes, est un homme politique grec.

## Biographie
Nikólaos Farantoúris naît en 1976 à Athènes.
Il est élu député européen pour la Grèce en 2024.
Il travaille comme avocat chez Goldman Sachs et dans le cabinet d'avocats international Norton Rose à Londres, Bruxelles et Athènes.